# شويا (حاصبيا)
شويا هي إحدى القرى اللبنانية من قرى قضاء حاصبيا في محافظة النبطية.
```
تبعد حوالي 120 كلم عن بيروت ترتفع حوالي 1090مترا عن سطح البحر بلدة مختلطة دروز ومسيحيين تبعد عن حاصبيا 3 كلم فيها مجلس بلدي منتخب من سنة 1962 وتعاقب على رئاسة البلدية توفيق حمد الشوفي ثم علي محمد بركات ثم انقطع المجلس البلدي عن مهامه بسبب الاحتلال الإسرائيلي عام 1982 عائلاتها: أكبر عائلتها الشوفي / ابوسيف / دعيبس / بركات /ابوسعد /داغر، جماز/الخطيب، /، أبو نجم /، علوان /عبود /بدوي /الحضوي / محمود/عائلات مسحية عزام / حداد/ ابوخير
```

تشتهر شويا بكثير من المواقع اللأثرية واهمها برج عبنايل / المغارة حيث ما زال البئر والنواويس شاهدة على على تلك الحقبة الزمنية وادي اليهودي / البيرة / خرايب السهول / والعديد من الاماكن إضافة إلى قلتعها العسكرية التي بناها الاستعمار الفرنسي ودمرة في قصف إسرائيل لها سنة 1969 في 13 تموز بعد تمركز قيادة الثورة الفلسطينية فيها بموجب اتفاق القاهرة المنعقد حينها من اجل دعم الثورة الفلسطينية اشتهرت شويا بحسن الضيافة والكرم والنخوة / مصادر الدخل من الزراعة والهجرة وبعض المشاريع الصغيرة محدودة الدخل فيها عدد لاباس به في السلك العسكري بين جيش ودرك نسية التعليم تشكل حوالى 30 في المئة من المجموع العام في مدرسة للمرحلة المتوسطة / فيها ثلاث قاعة عام شيدت بفضل اهالي القرية وبعض المساعدت من عدة اطراف ساسية انطلقت منها الشارة الأولى في مقاومة الاحتلال الإسرائيلي ليل الخامس من حزيران 1982 قام مجموعة من شباب القرية بمهاجمة قوات الاحتلال في نفس اليوم لدخوله وقدمة عددا من الشهداء في اطار جبهة المقاومة الوطنية وسقط أيضا من اهلها العديد من جراء القصف بين جريح وشهيد
فيها مزار لسيدنا الشيخ الفاضل حيث اقام في شويا مدة من الزمن مع عدد من المشايخ في عهد الأمير فخرالدين خلال الاحتلال التركي في اشحار سنديان يفوق عمرها الف خمس ماية سنة ما زالت شاهدة على العصر فيها عدد كبير من اشجار الزيتون الروماني
كان لشويا دور كبيرة أيام الثورة السورية الكبرى بقيادة سلطان باشا الاطرش.